# Abu Zaiane Maomé III
Abu Zaiane Maomé III ibne Faris (em árabe: أبو زَيَّان محمد إبن فارس; romaniz.: Abū Zaiiān Muhammad ibn Faris) foi o sultão do Império Merínida em 1358 e então de 29 de dezembro de 1361 a 30 de agosto de 1366.

## Vida
Abu Zaiane Maomé III assumiu brevemente o trono após a morte de Abu Inane Faris em 1358 antes de ser substituído por Abu Becre ibne Faris. Foi novamente feito sultão desde 29 de dezembro de 1361 em sucessão a Taxufine ibne Ali. Até 1364, Sijilmassa, no sul, foi governada de forma independente, primeiro por Abu Maomé Abde Alhalim ibne Omar (r. 1362–1363) e depois por Abu Maleque Abde Almumine ibne Omar (r. 1353–1364). Em 1366, o sultão tentou remover seu vizir Omar ibne Abedalá Aliabani do cargo e foi morto em resposta. Abu Faris Abdalazize I subiu ao trono em 30 de agosto daquele ano. Quando o último estava firmemente no controle, ordenou a execução do regicida.